# 爆笑!ものまねウォーズ
『爆笑!ものまねウォーズ』（ばくしょう!ものまねウォーズ）とは、TBS系列で2010年から2012年まで不定期放送されていたものまね番組である。通称『ものまねウォーズ』。

## 概要
フジテレビの『爆笑そっくりものまね紅白歌合戦スペシャル』や日本テレビの『ものまねグランプリ』に続くTBS発のものまね番組としてスタートした。
初回は2010年10月4日に『ものまね新人ウォーズ』として放送され、2011年1月2日・3月30日の放送では新人というワードが外され、『爆笑!ものまねウォーズ』（ばくしょう - ）というタイトルで放送された。
2011年10月20日の放送からはタイトルを『激突!ものまねウォーズ 新旧!下克上バトル!』（げきとつ! - しんきゅう!げこくじょう - ）に変更し、番組内容もコント披露から歌対決に一新された。
2012年5月3日にも『スパモク!!』にて『激突!ものまねウォーズ』が放送されたが、この回を最後に放送休止状態となっている。

## 放送日時・番組タイトル・出演者の変遷
| 回数  | 放送日（TBS）            | 放送時間（日本時間） | タイトル                                     | 総合司会                                       | アシスタント                     |
| ----- | ------------------------ | -------------------- | -------------------------------------------- | ---------------------------------------------- | -------------------------------- |
| 第1回 | 2010年10月5日（火曜日）  | 0:05 - 1:35          | 全国に眠るスターを発掘!!ものまね新人ウォーズ | チュートリアル（徳井義実・福田充徳）           | なし                             |
| 第2回 | 2011年1月3日（月曜日）   | 0:25 - 1:55          | 爆笑!ものまねウォーズII                      | チュートリアル（徳井義実・福田充徳）           | なし                             |
| 第3回 | 2011年3月30日（水曜日）  | 23:50 - 25:20        | 爆笑!ものまねウォーズIII                     | チュートリアル（徳井義実・福田充徳）           | 枡田絵理奈、田中みな実           |
| 第4回 | 2011年10月20日（木曜日） | 19:00 - 20:54        | 激突!ものまねウォーズIV                      | 久本雅美、チュートリアル（徳井義実・福田充徳） | 安東弘樹、枡田絵理奈、田中みな実 |
| 第5回 | 2012年5月3日（木曜日）   | 19:00 - 20:54        | 激突!ものまねウォーズV                       | 久本雅美、チュートリアル（徳井義実・福田充徳） | 田中みな実、吉田明世             |

## 審査員
- 第1回
  - 平山あや、藤本美貴、熊田曜子、立花胡桃
- 第2回
  - ケンドーコバヤシ、藤本美貴、西川史子、宮田聡子
- 第3回
  - 細川茂樹、藤本美貴、クリス松村、重盛さと美、ペナルティ
- 第4回
  - 草野仁、藤本美貴、デーモン閣下、クリス松村、松本伊代、八代英輝、武田修宏、くみっきー
- 第5回
  - 天野ひろゆき、加藤夏希、草野仁、清水ミチコ、武田修宏、デーモン閣下、松本伊代、八代英輝

## 出場者

### 第1回
男性
青木悠真、杉山丈、小山雄巳、いしいそうたろう、 サワー沢口、ジャンみやがわ、うっほ菅原、金太郎、JP、高垣日出男、テル、ビスケッティ、岩原弘幸、しまぞう、HEY!たくちゃん、寺岡光盛、森田拓馬、小庭康正、新津勇樹、たっつぅん、ダークホース、橋本まさを、井上和則、キャプテン★ザコ、岸隼人、伊藤城二、ゲイリー加藤、藤井マサヒロ、古坂大魔王、ひびき、セニョール玉置、草柳和哉
女性
暗黒天使、高山未帆、シンディ、マリア、BURN、本日は晴天なり、信江勇、三浦友加、パワフル聖子

### 第2回
男性
HEY!たくちゃん、寺岡光盛、花香芳秋、末吉くん、赤枝卓、スギタヒロシ、ディエゴ、ひろすけ、北条ふとし、サワー沢口、ジャンみやがわ、藤井マサヒロ、金太郎、デンジャラス、EE男山口、テル、ハイメ、RICAちゃん、武丸、鮪男、ナミキ、武澤敦、三浦健一、ヒッキー北風、電撃チョモランマ隊、デビテツヤ、JP、小山雄巳、高垣日出男、いしいそうたろう、大神クヒオ、熊とブルー田澤、ワンドロップかんし、小庭康正、新津勇樹、歌真呂、ダークホース、ガリベンズ矢野、平田裕、古賀シュウ、葉月パル、いずみ包、たっつぅん、ビスケッティ佐竹、うっほ菅原、DAIKI、マイコーりょう
女性
福田彩乃、暗黒天使、桜井ちひろ、花音里、シンディ、マリア、B.M.H.、美留香、村田千鶴、門脇聡子、紺野ぶるま、高松知美、のせみかん、市原利夏、三浦友加

### 第3回
男性
マーガレットきよし、サワー沢口、いしいそうたろう、末吉くん、小庭康正、ナミキ、武丸、こんちはる、古賀シュウ、葉月パル、ゴンゾー、金太郎、HEY!たくちゃん、Ryu、白倉ヒサオ、歌真呂、鮪男、ダンシング谷村、キャプテン★ザコ、水牛、ジャガーズ、DAIKI、ペレ草田、マキタスポーツ、セニョール玉置、赤枝卓、北条ふとし、寺岡光盛、スギタヒロシ、村瀬雄一、森田拓馬
女性
花音里、マリア、麦芽、ササキりな、紺野ぶるま、市原利夏、なかじままり、シンディ、福田彩乃、美留香、のせみかん、ザ・グラビアーズ（桐野澪、上林英代、岡野真理亜）、アキリーヌ、生森明菜、あきない、高山未帆、桜井ちひろ、坂本冬休み

### 第4回
男性
HEY!たくちゃん、Ryu、あべこうじ、いしいそうたろう、こんちはる、たっつぅん、ひろすけ、ゆうぞう、ウドの鈴木、サワー沢口、ジョーク東郷、セニョール玉置、テツandトモ、ディエゴ、ヒロ青山、ペレ草田、マーガレットきよし、二宮優樹、イワイガワ、亘哲兵、佐野ヒカル、北条ふとし、古賀シュウ、寺岡光盛、小山雄己、小庭康正、小石田純一、岩本恭省、松本康太、林家止蔵、歌真呂、武丸、河村和範、白倉ヒサオ、葉月パル、藤井マサヒロ、赤枝卓、錦野旦、鮪男
女性
ATSUKO、なかじままり、マリア、キムコ、ササキりな、上原さくら、中森あきない、今陽子、保田圭、俵山栄子、坂本冬休み、小川麻琴、工藤愛果、市原利夏、桜井ちひろ、福田彩乃、紺野ぶるま、花音里、藤川なお美
ゲスト
上田正樹、中孝介、辛島美登里

### 第5回
男性
岩本恭生、二宮優樹、真矢
女性
今陽子、叶美香、星奈々、LiLiCo、保田圭、小川麻琴、上原さくら、福田彩乃、麻倉未稀、石井明美

### 備考
- デンジャラス・市原利夏・なかじままり・星奈々・亘哲兵はかつてフジテレビ『ものまね王座決定戦』『爆笑そっくりものまね紅白歌合戦スペシャル』の元レギュラーである。
- HEY!たくちゃん・花香芳秋・葉月パル・Ryu・あきないはかつて日本テレビ『ものまねバトル』『ものまねグランプリ』の元レギュラーである。
- 出演者の一部はフジテレビ『爆笑そっくりものまね紅白歌合戦スペシャル』や日本テレビ『ものまねグランプリ』にも出演している。

## ネット局

### 第1回
| 放送対象地域 | 放送局名              | 系列    | 放送日時                    | 遅れ日数   |
| ------------ | --------------------- | ------- | --------------------------- | ---------- |
| 関東広域圏   | TBSテレビ（TBS）      | TBS系列 | 2010年10月4日 24:05 - 25:35 | 制作局     |
| 北海道       | 北海道放送（HBC）     | TBS系列 | 2010年10月4日 24:05 - 25:35 | 同時ネット |
| 山形県       | テレビユー山形（TUY） | TBS系列 | 2010年10月4日 24:05 - 25:35 | 同時ネット |
| 新潟県       | 新潟放送（BSN）       | TBS系列 | 2010年10月4日 24:05 - 25:35 | 同時ネット |
| 静岡県       | 静岡放送（SBS）       | TBS系列 | 2010年10月4日 24:05 - 25:35 | 同時ネット |
| 中京広域圏   | 中部日本放送（CBC）   | TBS系列 | 2010年10月4日 24:05 - 25:35 | 同時ネット |
| 高知県       | テレビ高知（KUTV）    | TBS系列 | 2010年10月4日 24:05 - 25:35 | 同時ネット |
| 福岡県       | RKB毎日放送（RKB）    | TBS系列 | 2010年10月4日 24:05 - 25:35 | 同時ネット |
| 熊本県       | 熊本放送（RKK）       | TBS系列 | 2010年10月4日 24:05 - 25:35 | 同時ネット |

### 第2回
| 放送対象地域 | 放送局名              | 系列    | 放送日時                    | 遅れ日数   |
| ------------ | --------------------- | ------- | --------------------------- | ---------- |
| 関東広域圏   | TBSテレビ（TBS）      | TBS系列 | 2011年1月2日 24:25 - 25:55  | 制作局     |
| 山形県       | テレビユー山形（TUY） | TBS系列 | 2011年1月2日 24:25 - 25:55  | 同時ネット |
| 長野県       | 信越放送（SBC）       | TBS系列 | 2011年1月2日 24:25 - 25:55  | 同時ネット |
| 静岡県       | 静岡放送（SBS）       | TBS系列 | 2011年1月2日 24:25 - 25:55  | 同時ネット |
| 石川県       | 北陸放送（MRO）       | TBS系列 | 2011年1月2日 24:25 - 25:55  | 同時ネット |
| 中京広域圏   | 中部日本放送（CBC）   | TBS系列 | 2011年1月2日 24:25 - 25:55  | 同時ネット |
| 山口県       | テレビ山口（tys）     | TBS系列 | 2011年1月2日 24:25 - 25:55  | 同時ネット |
| 熊本県       | 熊本放送（RKK）       | TBS系列 | 2011年1月2日 24:25 - 25:55  | 同時ネット |
| 大分県       | 大分放送（OBS）       | TBS系列 | 2011年1月2日 24:25 - 25:55  | 同時ネット |
| 宮崎県       | 宮崎放送（MRT）       | TBS系列 | 2011年1月2日 24:25 - 25:55  | 同時ネット |
| 宮城県       | 東北放送（TBC）       | TBS系列 | 2011年4月4日 23:50 - 25:20  | 92日遅れ   |
| 愛媛県       | あいテレビ（ITV）     | TBS系列 | 2013年3月24日 15:54 - 17:24 | 639日遅れ  |

### 第3回
| 放送対象地域 | 放送局名              | 系列    | 放送日時                    | 遅れ日数   |
| ------------ | --------------------- | ------- | --------------------------- | ---------- |
| 関東広域圏   | TBSテレビ（TBS）      | TBS系列 | 2011年3月30日 23:50 - 25:20 | 制作局     |
| 北海道       | 北海道放送（HBC）     | TBS系列 | 2011年3月30日 23:50 - 25:20 | 同時ネット |
| 山形県       | テレビユー山形（TUY） | TBS系列 | 2011年3月30日 23:50 - 25:20 | 同時ネット |
| 静岡県       | 静岡放送（SBS）       | TBS系列 | 2011年3月30日 23:50 - 25:20 | 同時ネット |
| 石川県       | 北陸放送（MRO）       | TBS系列 | 2011年3月30日 23:50 - 25:20 | 同時ネット |
| 高知県       | テレビ高知（KUTV）    | TBS系列 | 2011年3月30日 23:50 - 25:20 | 同時ネット |
| 福岡県       | RKB毎日放送（RKB）    | TBS系列 | 2011年3月30日 23:50 - 25:20 | 同時ネット |
| 沖縄県       | 琉球放送（RBC）       | TBS系列 | 2011年3月30日 23:50 - 25:20 | 同時ネット |
| 中京広域圏   | 中部日本放送（CBC）   | TBS系列 | 2011年4月13日 24:50 - 26:20 | 14日遅れ   |
| 宮城県       | 東北放送（TBC）       | TBS系列 | 2011年4月18日 24:05 - 25:35 | 19日遅れ   |

### 第4回
| 放送対象地域   | 放送局名                  | 系列    | 放送日時                     | 遅れ日数   |
| -------------- | ------------------------- | ------- | ---------------------------- | ---------- |
| 関東広域圏     | TBSテレビ（TBS）          | TBS系列 | 2011年10月20日 19:00 - 20:54 | 制作局     |
| 北海道         | 北海道放送（HBC）         | TBS系列 | 2011年10月20日 19:00 - 20:54 | 同時ネット |
| 青森県         | 青森テレビ（ATV）         | TBS系列 | 2011年10月20日 19:00 - 20:54 | 同時ネット |
| 岩手県         | IBC岩手放送（IBC）        | TBS系列 | 2011年10月20日 19:00 - 20:54 | 同時ネット |
| 宮城県         | 東北放送（TBC）           | TBS系列 | 2011年10月20日 19:00 - 20:54 | 同時ネット |
| 山形県         | テレビユー山形（TUY）     | TBS系列 | 2011年10月20日 19:00 - 20:54 | 同時ネット |
| 福島県         | テレビユー福島（TUF）     | TBS系列 | 2011年10月20日 19:00 - 20:54 | 同時ネット |
| 山梨県         | テレビ山梨（UTY）         | TBS系列 | 2011年10月20日 19:00 - 20:54 | 同時ネット |
| 新潟県         | 新潟放送（BSN）           | TBS系列 | 2011年10月20日 19:00 - 20:54 | 同時ネット |
| 長野県         | 信越放送（SBC）           | TBS系列 | 2011年10月20日 19:00 - 20:54 | 同時ネット |
| 静岡県         | 静岡放送（SBS）           | TBS系列 | 2011年10月20日 19:00 - 20:54 | 同時ネット |
| 富山県         | チューリップテレビ（TUT） | TBS系列 | 2011年10月20日 19:00 - 20:54 | 同時ネット |
| 岡山県・香川県 | 山陽放送（RSK）           | TBS系列 | 2011年10月20日 19:00 - 20:54 | 同時ネット |
| 広島県         | 中国放送（RCC）           | TBS系列 | 2011年10月20日 19:00 - 20:54 | 同時ネット |
| 愛媛県         | あいテレビ（ITV）         | TBS系列 | 2011年10月20日 19:00 - 20:54 | 同時ネット |
| 長崎県         | 長崎放送（NBC）           | TBS系列 | 2011年10月20日 19:00 - 20:54 | 同時ネット |
| 熊本県         | 熊本放送（RKK）           | TBS系列 | 2011年10月20日 19:00 - 20:54 | 同時ネット |
| 山口県         | テレビ山口（tys）         | TBS系列 | 2011年11月24日 19:00 - 20:54 | 35日遅れ   |
| 中京広域圏     | 中部日本放送（CBC）       | TBS系列 | 2011年12月3日 15:00 - 17:00  | 44日遅れ   |
| 鹿児島県       | 南日本放送（MBC）         | TBS系列 | 2011年12月10日 14:00 - 15:54 | 51日遅れ   |
| 大分県         | 大分放送（OBS）           | TBS系列 | 2011年12月17日 14:00 - 15:54 | 58日遅れ   |
| 宮崎県         | 宮崎放送（MRT）           | TBS系列 | 2012年1月3日 23:40 - 25:34   | 75日遅れ   |
| 福岡県         | RKB毎日放送（RKB）        | TBS系列 | 2012年1月4日 24:05 - 26:05   | 76日遅れ   |

### 第5回
| 放送対象地域   | 放送局名                  | 系列    | 放送日時                    | 遅れ日数   |
| -------------- | ------------------------- | ------- | --------------------------- | ---------- |
| 関東広域圏     | TBSテレビ（TBS）          | TBS系列 | 2012年5月3日 19:00 - 20:54  | 制作局     |
| 北海道         | 北海道放送（HBC）         | TBS系列 | 2012年5月3日 19:00 - 20:54  | 同時ネット |
| 青森県         | 青森テレビ（ATV）         | TBS系列 | 2012年5月3日 19:00 - 20:54  | 同時ネット |
| 岩手県         | IBC岩手放送（IBC）        | TBS系列 | 2012年5月3日 19:00 - 20:54  | 同時ネット |
| 宮城県         | 東北放送（TBC）           | TBS系列 | 2012年5月3日 19:00 - 20:54  | 同時ネット |
| 山形県         | テレビユー山形（TUY）     | TBS系列 | 2012年5月3日 19:00 - 20:54  | 同時ネット |
| 福島県         | テレビユー福島（TUF）     | TBS系列 | 2012年5月3日 19:00 - 20:54  | 同時ネット |
| 新潟県         | 新潟放送（BSN）           | TBS系列 | 2012年5月3日 19:00 - 20:54  | 同時ネット |
| 長野県         | 信越放送（SBC）           | TBS系列 | 2012年5月3日 19:00 - 20:54  | 同時ネット |
| 富山県         | チューリップテレビ（TUT） | TBS系列 | 2012年5月3日 19:00 - 20:54  | 同時ネット |
| 石川県         | 北陸放送（MRO）           | TBS系列 | 2012年5月3日 19:00 - 20:54  | 同時ネット |
| 鳥取県・島根県 | 山陰放送（BSS）           | TBS系列 | 2012年5月3日 19:00 - 20:54  | 同時ネット |
| 岡山県・香川県 | 山陽放送（RSK）           | TBS系列 | 2012年5月3日 19:00 - 20:54  | 同時ネット |
| 広島県         | 中国放送（RCC）           | TBS系列 | 2012年5月3日 19:00 - 20:54  | 同時ネット |
| 愛媛県         | あいテレビ（ITV）         | TBS系列 | 2012年5月3日 19:00 - 20:54  | 同時ネット |
| 長崎県         | 長崎放送（NBC）           | TBS系列 | 2012年5月3日 19:00 - 20:54  | 同時ネット |
| 熊本県         | 熊本放送（RKK）           | TBS系列 | 2012年5月3日 19:00 - 20:54  | 同時ネット |
| 鹿児島県       | 南日本放送（MBC）         | TBS系列 | 2012年5月3日 19:00 - 20:54  | 同時ネット |
| 山梨県         | テレビ山梨（UTY）         | TBS系列 | 2012年5月31日 19:00 - 20:54 | 28日遅れ   |
| 中京広域圏     | 中部日本放送（CBC）       | TBS系列 | 2012年6月30日 12:57 - 15:00 | 58日遅れ   |
| 沖縄県         | 琉球放送（RBC）           | TBS系列 | 2012年7月1日 13:00 - 14:56  | 59日遅れ   |
| 大分県         | 大分放送（OBS）           | TBS系列 | 2012年7月7日 14:00 - 15:54  | 65日遅れ   |
| 近畿広域圏     | 毎日放送（MBS）           | TBS系列 | 2012年7月15日 12:54 - 14:58 | 73日遅れ   |

## 主なスタッフ
- ナレーション：赤平大
- 作・構成：木野聡、今村クニト、舘川範雄
- TM：金澤健一
- TD：坂口司
- VE：宇都宮 勝
- カメラ：廣田雅之
- 音声：朝日拓郎
- 照明：鹿島雄司
- 音効：岡本智宏、花谷伸也
- 美術プロデューサー：西條貴子
- 美術デザイナー：中村嘉邦
- 美術制作：塩川満樹
- 装置：森田正樹
- 装飾：野呂利勝
- 衣装：岩崎孝典
- ヘアメイク：大岩乃里子
- TK：滝本優子
- 編集：松崎猛（オムニバスジャパン）
- MA：田邊雅之（オムニバスジャパン）
- CG：ドラゴンプーピクチャーズ
- 編成：藤原麻知
- AP：入江亜紀子
- ディレクター：鈴木雅人、室伏幸太郎、大崎貴史、藤田幸伸
- 演出：諏訪陽介
- 総合演出：田口マサキ
- プロデューサー：河本恭平、古山晃、佐々木貴幸
- チーフプロデューサー：合田隆信
- 制作協力：スパイスファクトリー
- 製作・著作：TBS